# Ixodes granulatus
Espèce
Ixodes granulatus est une espèce de tique du genre Ixodes décrite par Felice Supino en 1897. Cette tique est largement distribuée dans l'Est de l'Asie : sa présence est signalée dans l'Uttar Pradesh, l'Himachal Pradesh, le Bengale-Occidental, l'Assam et le Manipur en Inde, au Népal, au Myanmar, en Thaïlande, au Viêt Nam, au Laos, au Cambodge, en Chine, en Corée du Sud, au Japon, aux Philippines, en Malaisie et en Indonésie.
Ces tiques parasitent de petits mammifères comme les rats et les écureuils, cependant, Ixodes granulatus a également été collectée sur la Panthère nébuleuse, un carnivore de taille moyenne. Au Viêt Nam, les nymphes sont souvent présentent sur la végétation.
Ixodes granulatus est vecteur des virus Langat et Lanjan et de rickettsies, bactéries responsables de la rickettsiose. Par exemple, au Japon, Ixodes granulatus est porteuse de Rickettsia honei. R. honei portée par Ixodes granulatus est également connue pour transmettre en Australie et en Thaïlande la fièvre à tique des iles Flinders.